# Victor Capri Djédjé
Victor Capri Djédjé est un homme d'État ivoirien et docteur en médecine de formation. Il est né dans le village de Digbeugnoa en 1918 et est décédé le 16 mai 2007 à 89 ans.

## Biographie
Alors qu'il est militant du PDCI-RDA, il quitte le parti et se déclare homme politique indépendant. À 32 ans, il est le premier Président de l'Assemblée nationale de Côte d'Ivoire de 1950 à 1953 (si on ne compte pas Auguste Denise président du conseil général de 1947 à 1950) autrefois appelée assemblée territoriale. 

Dès la fin des années 1940, il se bat pour l'urbanisation de Gagnoa, c'est ainsi qu'il bâtit lui-même une église sur la route d'Issia.
En 1951, il inaugure le Port autonome d'Abidjan avec François Mitterrand, alors ministre des colonies. C'est à ce moment que Félix Houphouët-Boigny garde une rancune envers lui, du fait qu'il aurait voulu être le représentant de la Côte d'Ivoire à cette inauguration. Après l'indépendance du 7 août 1960, Boigny l'effacera du monde politique. En 1963, il est arrêté dans ce que les autorités de l'époque appellent le complot du chat noir et il est jeté dans la prison d'Assabou, à Yamoussoukro.

## Distinction
- Chevalier dans l'Ordre national